# Take Control
Singles de Amerie
"Touch"
(2005) "Gotta Work"
(2007)
Pistes de Because I Love It
"Make Me Believe" "Gotta Work"
Take Control est une chanson d'Amerie, et est le premier single tiré de son album Because I Love It sorti en 2007. La chanson contient un featuring de Cee-Lo qui l'a coécrite, et a été produite par Mike Caren.

## Enregistrement
C'est après avoir écrit la chanson que Cee-Lo proposa à Amerie de l'enregistrer pour son nouvel album. En temps normal elle n'aurait pas accepté car elle ne travaille pas avec des gens extérieurs à son staff habituel, mais étant fan de Cee-Lo depuis ses débuts au sein de Goodie Mob, elle se décida à enregistrer le titre. Malgré tout, ne trouvant pas la chanson assez dansante, elle réécrit une accroche, un pont et ajouta une partie instrumentale avec des cuivres qui marque ce son différent qui la caractérise et rende ce morceau dansant.

## Sortie et réception
De nombreux critiques qualifièrent Take Control de bon titre. On note par exemple que le magazine Rolling Stone, a placé cette chanson 98e dans son top 100 des meilleures chansons de l'année. The Village Voice décrit Take Control comme le cinquième meilleur single sorti en cette fin d'année 2006.
À l'origine, Some Like It devait être le premier single extrait de son nouvel album Because I Love It, mais après les sorties de singles aux sonorités similaires comme Bossy de Kelis, London Bridge de Fergie ou encore SexyBack de Justin Timberlake, et parce qu'Amerie trouvait à Take Control un petit truc de différent, la décision fut prise de le commercialiser. Le single a débuté à la 72e dans le classement américain du Billboard Hot R&B/Hip-Hop, se hissant au mieux #66. Il ne se classa même pas dans le Billboard Hot 100. Après l'échec du single, la sortie américaine de Because I Love It a été repoussé à maintes reprises. Au Royaume-Uni, Take Control se hissa jusqu'à la 10e place des ventes de singles, en se maintenant 6 semaines dans le top 40.

## Le clip vidéo
Le clip a été tourné fin octobre 2006 et fut diffusé en avant première sur Internet le 3 décembre suivant. C'est le janvier 2007 que le clip fit son apparition sur les chaînes de télévision américaines. Il a été réalisé par Scott Franklin, on retrouve de nombreux clins d'œil au film de Michelangelo Antonioni Blow-Up. La vidéo débute avec une courte introduction sur le titre That's What U R.
Fin mars 2007, un remix de Take Control par DJ Camille Starr, et comportant un featuring avec le chanteur anglo-asiatique S-Endz, commença à circuler sur le net. C'est une version très accélérée de la chanson originale. Le remix radio officiel en featuring avec le chanteur coréen Se7en commença à être diffusé en mai, et se trouve uniquement sur l'édition asiatique de l'album. On retrouve d'autres remixes comme le Tracy Young's Taking Control Mix ou bien encore le Karmatronic Mix.

## Classement des ventes
| Pays                   | Meilleure position |
| ---------------------- | ------------------ |
| Croatie                | 5                  |
| Lituanie               | 8                  |
| Finlande               | 9                  |
| Royaume-Uni            | 10                 |
| Norvège                | 19                 |
| Irlande                | 23                 |
| Nouvelle-Zélande       | 40                 |
| France                 | 52                 |
| Allemagne              | 64                 |
| États-Unis R&B/Hip-Hop | 66                 |
| Suisse                 | 67                 |

## Formats et liste des pistes
Voici les formats et les pistes des sorties single majeures de "Take Control".
| Single promotionnel U.S. 1. "Take Control" [Main Version] 2. "Take Control" [Instrumental Version] 3. "Take Control" [Accapella Version] 4. "Take Control" [Call Out Hook 1] 5. "Take Control" [Call Out Hook 2] France - CD (Single) 1. "Take Control" [Main Version] 2. "Take Control" [Karmatronic Remix] 3. "Crunk Didi (Losing U)" Single 12" U.S. 1. "Take Control" [Main Version] 2. "Take Control" [Instrumental Version] 3. "Take Control" [Accapella Version] 4. "That's What U R" | Europe - CD1 (Maxi Single) 1. "Take Control" [Main Version] 2. "Take Control" [Tracy Young Remix] 3. "That's What U R" 4. "Take Control" [Music Video] Europe - CD2 (Single) 1. "Take Control" [Main Version] 2. "Take Control" [Karmatronic Remix] |